# Channing Liem
Channing Liem fue un diplomático surcoreano.

## Biografía
De septiembre de 1960 a junio de 1961 fue observador permanente del gobierno de Chang Myon ante la Organización de las Naciones Unidas en Nueva York.
En la década de 1970 fue presidente de Min Yôn (la Unión de Coreanos en ultramar para la Democracia y la Unificación).
Su padre era un erudito confuciano que se convirtió en presbiteriano. Liem fue educado en el Soong Sil College en Pyongyang, donde estudió los clásicos chinos, y luego en la universidad cristiana de Corea Unión. Fue ordenado como ministro metodista.
Llegó a los Estados Unidos en 1930 y se graduó en Lafayette College en Pensilvania. Se unió a otros coreanos expatriados en los Estados Unidos que abogaban por la independencia de Japón, que gobernaba Corea como una posesión imperial.
De 1942 a 1945, durante la Segunda Guerra Mundial, Liem sirvió como asesor de Asuntos del Lejano Oriente para la Office of Censorship
Obtuvo un doctorado en ciencias políticas por la Universidad de Princeton.
Fue un estudioso de las relaciones internacionales y asuntos de Extremo Oriente de Asia, hasta que se retiró en 1980 de la Universidad Estatal de Nueva York en New Paltz. Allí había enseñado durante casi veinte años y se había desempeñado como presidente del departamento de estudios asiáticos.